# سوق السلاح
سوق السلاح أو سوق الأسلحة هو أحد أسواق تونس المتخصصة في بيع الأسلحة.

## الموقع
يقع في الضاحية الجنوبية للمدينة، بالقرب من باب الجديد، في تواصل مع شارع المر، مقر سوق المر.

## آثار
يوجد مسجد الحلق الذي بني في القرن الرابع عشر.

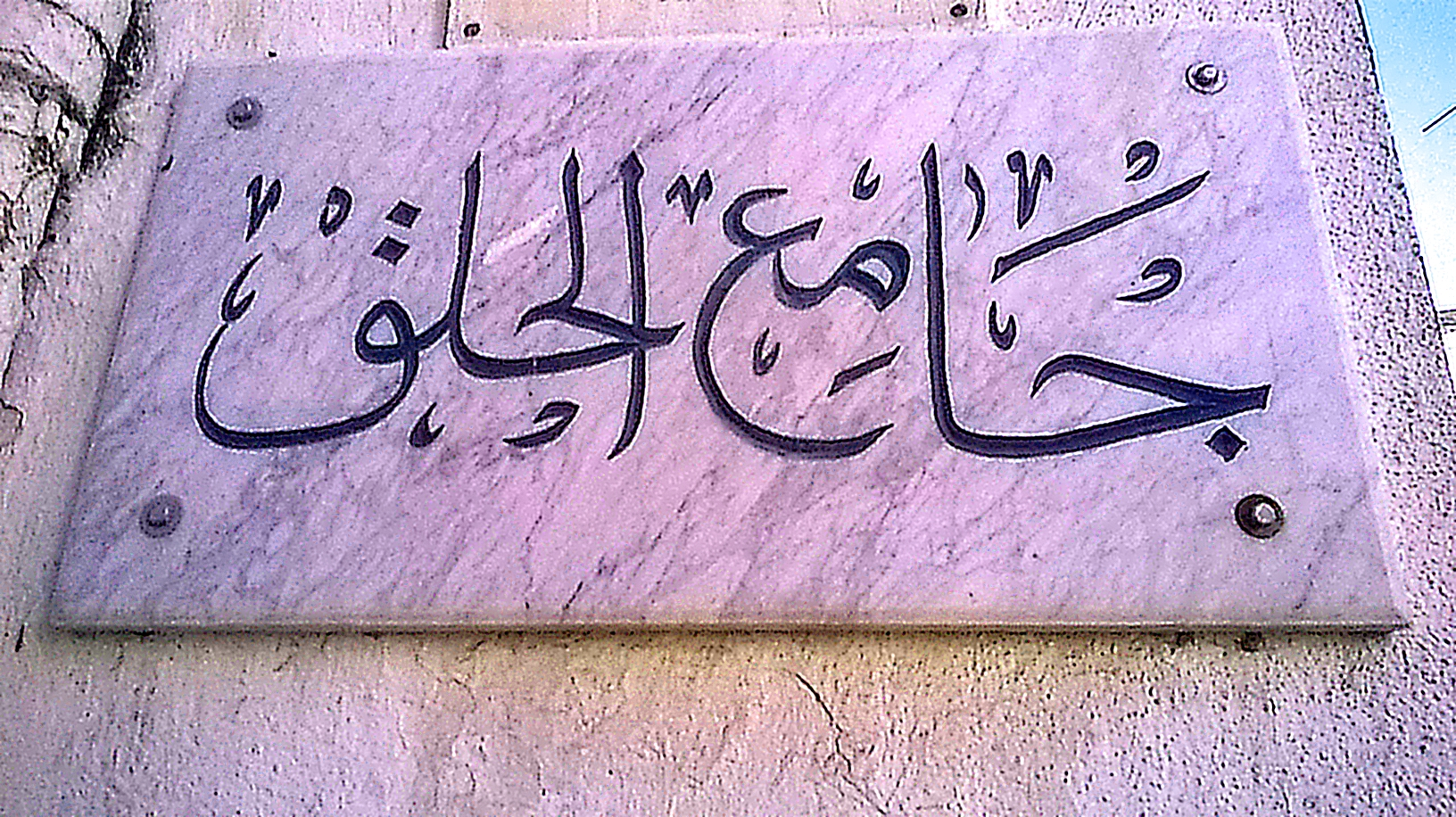
لوحة من الرخام تدل على مسجد الحلق.
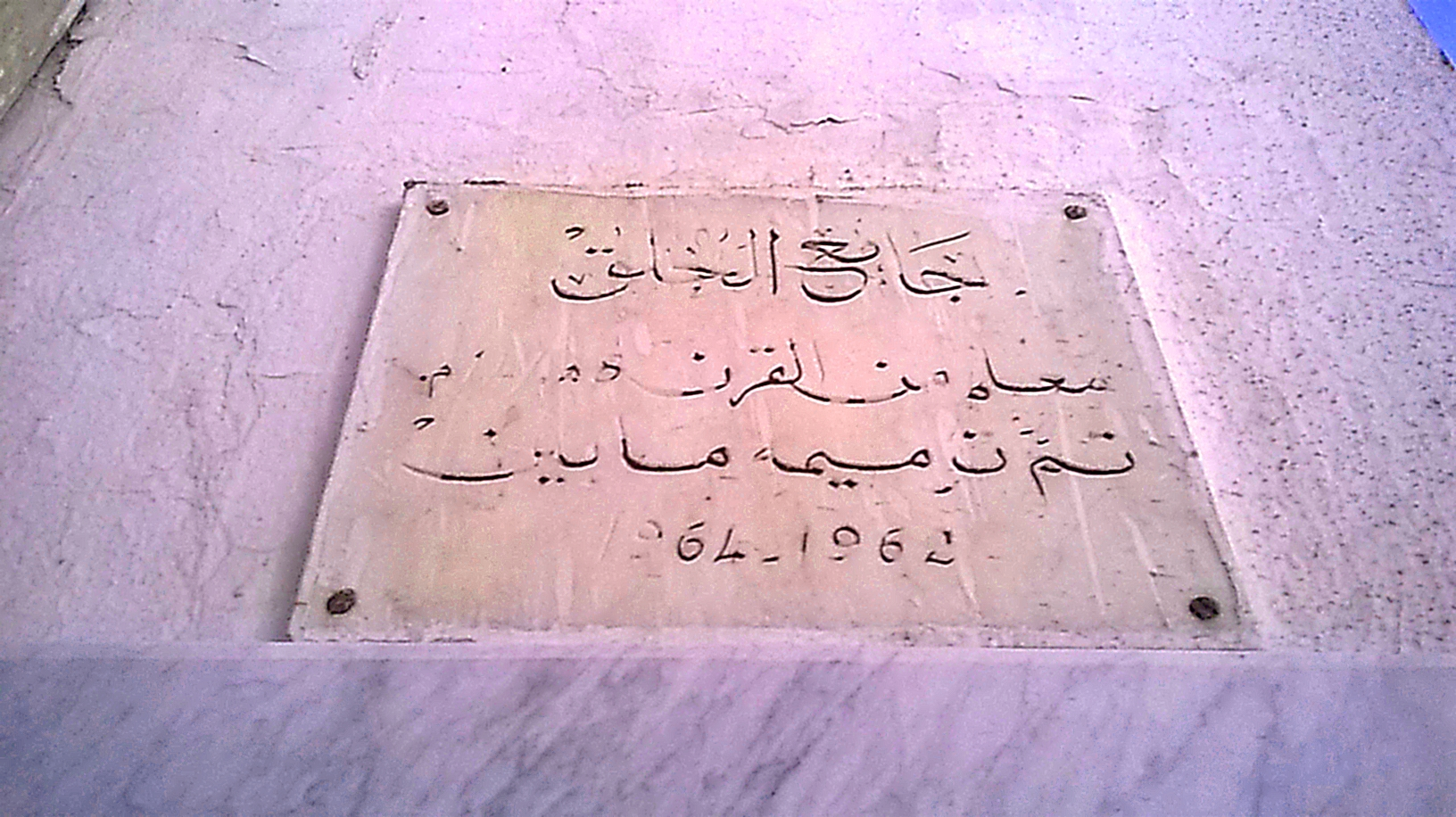
لوحة تذكارية لمسجد الحلق.
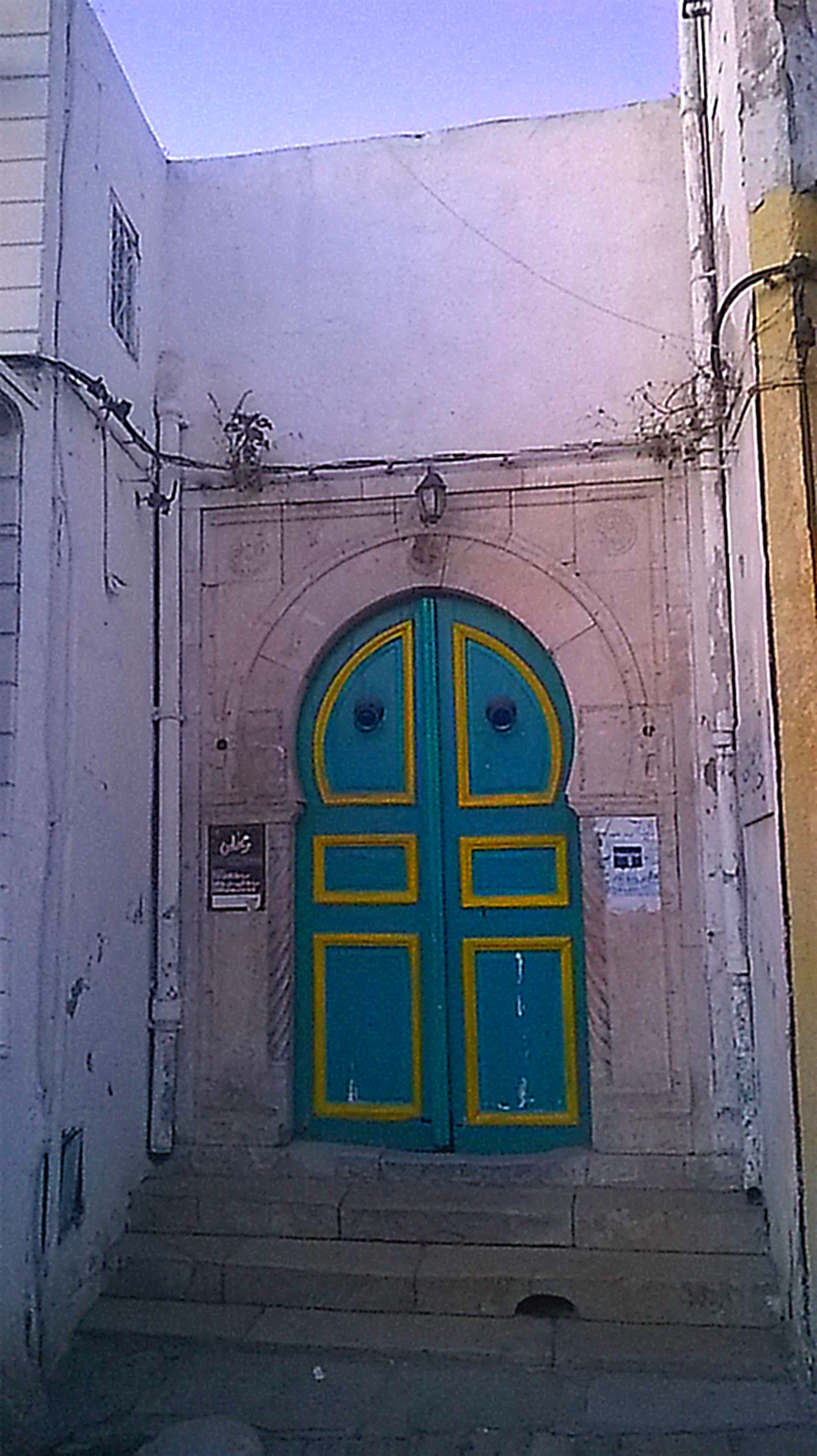
باب مسجد الحلق.
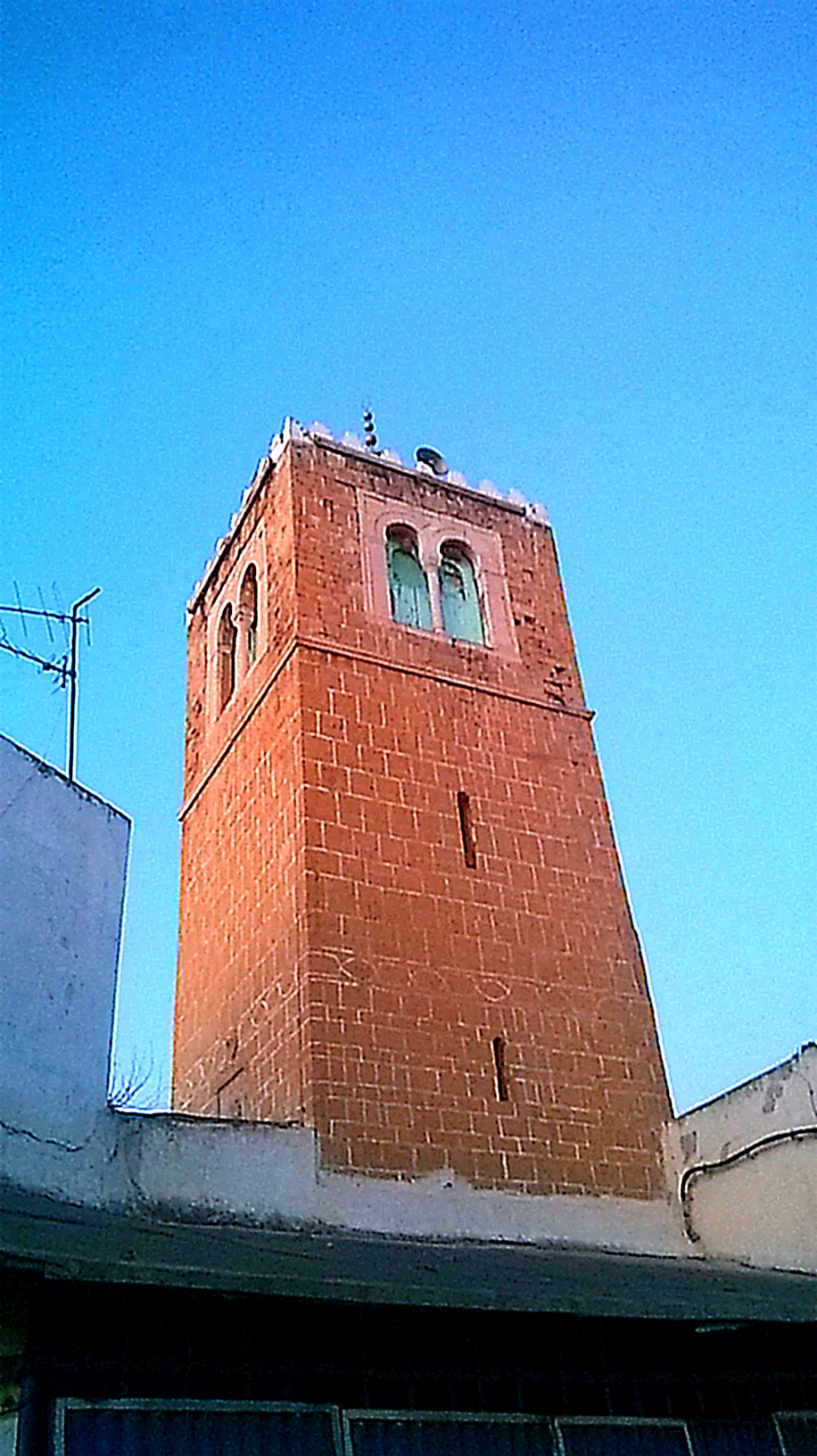
مئذنة مسجد الحلق.

## روابط خارجية
- "مسجد الحلق". commune-tunis.gov.tn (بالفرنسية). Archived from the original on 2021-01-16. Retrieved 2016-02-01..